# Acanthaspidia acanthonotus
Acanthaspidia acanthonotus là một loài chân đều trong họ Acanthaspidiidae. Loài này được Beddard miêu tả khoa học năm 1886.